# Каде, Джанкарло
Джанкарло Каде (итал. Giancarlo Cadé; 27 февраля 1930, Дзаника, Ломбардия — 7 октября 2013, Дзаника, Ломбардия) — итальянский футболист, игравший на позиции полузащитника. По завершении игровой карьеры — футбольный тренер.

## Клубная карьера
Родился 27 февраля 1930 года в городе Дзаника. Воспитанник футбольной школы клуба «Аталанта». Взрослую футбольную карьеру начал в 1948 году в основной команде того же клуба, в которой выступал до 1956 года с небольшими перерывами на выступления в клубах Серии В «Катания» и «Кальяри». Всего за «бергамасков» провёл 64 игры в Серии А.
В 1956 году заключил контракт с клубом Серии С «Реджина», в составе которой провёл следующие два года своей карьеры, после чего в 1958 году перешёл в клуб «Мантова», с которой в первом же сезоне выиграл свой дивизион и вышел в Серию В, однако из-за травмы вынужден был завершить свою профессиональную карьеру в 1960 году.

## Выступления за сборную
В составе национальной сборной Италии был участником футбольного турнира на Олимпийских играх в 1952 года в Хельсинки, где сыграл в одном матче против сборной США. Больше за итальянскую сборную не выступал.

## Карьера тренера
Начал тренерскую карьеру вскоре после завершения карьеры игрока, в 1963 году возглавив тренерский штаб клуба «Реджяна» и в том же сезоне вывел команду в Серию В, после чего ещё сезон проработал в Серию В с командой «Верона».
В 1965 году Джанкарло стал главным тренером «Мантовы», с которой в первом же сезоне вышел в Серию А, а в следующем сумел спасти команду от вылета, попутно отобрав скудетто у «Интера» — в последнем туре его команда, которая уже не имела турнирных задач, обыграла миланский клуб 1: 0, чем воспользовался «Ювентус», выиграв свой матч и получив очередное чемпионство. По итогам сезона 1967/68 клуб вылетел из элиты, после чего Каде вернулся в «Верону», приведя команду к десятому месту в высшем дивизионе, получив после этого приглашения от клуба «Торино», где он оставался в течение двух сезонов (седьмого и восьмого места в Серии А).
После короткого пребывания в «Варезе», в 1972 году Джанкарло третий раз возвращается к «Верону», где руководит командой ещё два с половиной года. 20 мая 1973 года жёлтый-синие одержали легендарную победу со счётом 5: 3 над «Миланом», которая отобрала чемпионский титул у «россонери». Перед этим матчем «Милан» опережал «Ювентус» на одно очко. «Россонери» отправлялись в гости к «Вероне», а «Ювентус» к «Роме». К семьдесят пятой минуте матча «Милан» проигрывал со счётом 5: 1, однако сумел сократить отставание до более приличных 5: 3. А «Ювентус» на «Стадио Комунале» одержал волевую победу 2: 1. В итоге чемпионом снова стал «Юве», и снова с помощью команды Бордо. Сам Джанкарло отмечал, что футболистов специально не настраивал, а только сказал, чтобы те играли в своё удовольствие. Хотя ему больше всего запомнилось, как приготовленное по случаю победы «Милана» вино занесли в них в раздевалку. Однако по итогам следующего сезона 1973/74 «Верона» за участие в коррупционных схемах была отправлена в Серию В, где Каде проработал ещё полгода, после чего покинул клуб.
С 1975 года тренировал «Аталанту», а затем «Пескару», с которой приобретает ещё одно повышение в Серию А.
В последующие годы возглавлял «Чезену», «Палермо», «Верону» (четвёртый раз в своей карьере), «Болонью» (с которой вышел в Серию В), «Кампобассо», «Реджяну» и «Анкону» (ещё одно продвижение в Серию В).
Последним местом тренерской работы был клуб «Равенна», главным тренером которого Джанкарло Каде был в 1991 году.
Умер 7 октября 2013 года на 84-м году жизни в родном городе Дзаника.